# Adhemar Grijó Filho
Adhemar Grijó Filho (Florianópolis, 18 de outubro de 1931) foi um nadador e jogador de polo aquático brasileiro.
Ele participou de três edições dos Jogos Olímpicos: uma como nadador (1952) e duas como jogador de polo aquático (1960 e 1964).

## Trajetória esportiva
Grijó Filho começou a nadar no Botafogo e no Fluminense.
Nos Jogos Pan-Americanos de 1951, em Buenos Aires, o primeiro Pan da história, ele terminou em sexto lugar nos 200 metros nado peito.
Foi vice-campeão sul-americano na prova dos 100 metros nado peito em 1952. No mesmo ano participou dos Jogos Olímpicos de Helsinque, na prova dos 200 metros nado peito, não chegando à final da prova.
Em 1954 estabeleceu o recorde sul-americano para os 100 metros nado borboleta e no revezamento 4x100 metros medley. Passou a jogar polo aquático no Fluminense e, depois, no Clube de Regatas Guanabara.
Conquistou a medalha de bronze no polo aquático nos Jogos Pan-Americanos de 1955, na Cidade do México, e nos Jogos Pan-Americanos de 1959 em Chicago.

Ganhou medalha de ouro nos Jogos Pan-Americanos de 1963 em São Paulo, no polo aquático.
Participou dos Jogos Olímpicos de Verão de 1960 em Roma, e do Jogos Olímpicos de Verão de 1964 em Tóquio, onde ficou em 13º lugar com a equipe de polo aquático do Brasil.